# 杰克·拉姆齐
约翰·特拉维拉·“傑克”拉姆齊（英語：John Travilla "Jack" Ramsay，1925年2月21日—2014年4月28日），美国篮球教练。

## 职业生涯
1955年至1966年期间，他担任圣若瑟老鹰队的教练；1968年至1972年执教于费城76人队。1972年至1976年，担任布法罗勇士队教练；1976年至1986年执教于波特兰开拓者队，在1977年協助开拓者队拿下首冠；1986年至1988年执教于印第安那溜馬队。1992年入选奈史密斯篮球名人堂。

## 逝世
2014年4月27日，他因癌症去世，享年89岁。